# 太平洋法郎
太平洋法郎 （簡稱為法郎），正式称呼为法属太平洋领地法郎，是法屬玻里尼西亞、新喀里多尼亞和瓦利斯和富圖納的流通貨幣，与欧元并列为法国两大流通货币。貨幣編號XPF。太平洋法郎與歐元之間采取固定匯率，1太平洋法郎=0.00838歐元。

## 历史
布雷顿森林体系建立后，法属太平洋殖民地法郎（Le franc des Colonies françaises du Pacifique，也被称为CFP法郎）于1945年与法属非洲殖民地法郎同时发行。
在使用太平洋法郎之前，法属太平洋领地主要流通货币有智利银元等不同外国货币。自十九世纪八十年代起，该地主要流通货币为法国法郎和法属印度支那元，其中法属印度支那元由东方汇理银行发行。1905年12月5日，该行在帕皮提开设第一家支行。自法兰西第二帝国时代起，帕皮提开设第一家发钞银行——塔希提农业信贷银行，该行的现金券可作为货币流通。

## 汇率
自太平洋法郎创立起，曾与法国法郎挂钩，后因法国使用欧元，遂改为与欧元挂钩，太平洋法郎与欧元固定汇率由1998年12月31日法令、金融和财政法案规定，这让法属太平洋集体能在使用自有货币的同时无汇率风险地与欧元区进行商贸、资金往来。
当前太平洋法郎和欧元兑换汇率为：
- 1000太平洋法郎 = 8.38欧元（确切）；
- 1太平洋法郎 = 0.00838欧元；
- 1欧元 ≈ 119.33174太平洋法郎（近似）

太平洋法郎历史汇率：
- 1945年12月26日：100太平洋法郎 = 240旧法国法郎
- 1948年1月26日：100太平洋法郎 = 432旧法国法郎
- 1948年10月18日：100太平洋法郎 = 531旧法国法郎
- 1949年4月27日：100太平洋法郎 = 548旧法国法郎
- 1949年9月20日：100太平洋法郎 = 550旧法国法郎（正式与法国法郎汇率挂钩）
- 1960年1月1日：100太平洋法郎 = 5.5法国法郎（法国换用新法郎，1新法郎=100旧法郎）
- 1999年1月1日：1000太平洋法郎 = 8.38欧元（即100太平洋法郎兑换约5.497法国法郎）

在法国由法国法郎转换为欧元时，太平洋法郎兑欧元汇率进行了取整，这使得太平洋法郎发生了轻微贬值。法兰西银行向海外发行局保证金账户（用于保证太平洋法郎的汇率）注入了一笔资金以弥补轻微贬值造成的汇差。

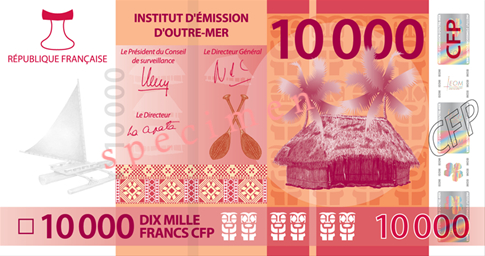
10000太平洋法郎纸币（2018-2019版）

## 换用欧元
目前，法属波利尼西亚与瓦利斯和富图纳已宣布希望使用欧元替换太平洋法郎，即使法国政府保证会继续维护太平洋法郎。
而新喀里多尼亚由于民意对于法定货币仍存分歧，目前仍未决定转换为欧元。只有三个法属太平洋领地都同意换为欧元，法国政府才会向欧洲理事会提交提案。

## 流通中的貨幣

### 紙幣
- 500 法郎
- 1000 法郎
- 5000 法郎
- 10000 法郎

## 外部連結
- 唐的世界硬币画廊：New Caledonia
- 唐的世界硬币画廊：French Polynesia
- 罗恩·怀斯的世界纸币：French Pacific Territories 镜像网站
- 罗恩·怀斯的世界纸币：New Caledonia 镜像网站
- 罗恩·怀斯的世界纸币：French Polynesia 镜像网站
- 现代金融系统表格－库尔特·舒勒制作：New Caledonia 镜像网站
- Polynesia 镜像网站
- 环球货币历史：New Caledonia
- 环球货币历史：French Polynesia
- 《环球金融资料》货币历史表格（ 微软试算表格式）